# Balance of Power (album)
Balance of Power è il dodicesimo album in studio del gruppo musicale rock britannico Electric Light Orchestra, pubblicato nel 1986.

## Tracce
Side 1
1. Heaven Only Knows – 2:52
2. So Serious – 2:38
3. Getting to the Point – 4:28
4. Secret Lives – 3:26
5. Is It Alright – 3:25

Side 2
1. Sorrow About to Fall – 3:59
2. Without Someone – 3:48
3. Calling America – 3:26
4. Endless Lies – 2:55
5. Send It – 3:04

## Formazione
- Jeff Lynne – voce, chitarre, sintetizzatore, basso, tastiere, percussioni
- Bev Bevan – batteria, percussioni
- Richard Tandy – tastiere, programmazioni